# 狄戎
狄戎，又作翟戎、戎翟，先秦部落名，為西戎八國之一，也被列為北狄之一。曾分別臣屬於楚國、秦國，後為秦國消滅，狄戎後来加入匈奴。

## 歷史
西周末年，諸戎乘周室衰落之際东迁，进入涇水、渭水流域
狄戎在春秋时期活动于今甘肃省临洮县一带。
前384年，秦献公初立，欲复秦穆公之迹，兵临渭首，灭狄、䝠戎。秦昭王三十五年（前272年），秦置陇西郡，辖狄道县（治今甘肃省临洮县）。
《史記》〈匈奴列傳〉將翟戎列為匈奴的先祖之一，為西戎八國之一，秦穆公时臣服于秦国。与绵诸、绲戎、豲戎居陇以西。楚国司马征召丰地兵卒、析地人和狄戎入伍当兵，逼近上洛。
《後漢書》將他們列為犬戎之一，為西羌先祖之一。

## 學術考證
中華民國學者王國維認為，翟戎與豲戎等西戎皆為鬼方後裔，與玁狁、混夷等同族，皆為匈奴先祖。
中華人民共和國學者黃烈、李紹明、冉光榮等主張翟戎與豲戎皆為羌族。學者朱學淵認為翟戎與豲戎即後世的昭武九姓。
中華人民共和國學者林澐認為，是先秦時由華夏人群分裂出來的先秦戎狄部落一支